# Jorge Lorenzo
Jorge Lorenzo Guerrero (Palma di Maiorca, 4 maggio 1987) è un pilota motociclistico spagnolo, ritiratosi dall'attività agonistica, vincitore di cinque titoli iridati nel motomondiale: nel 2006 e nel 2007 nella classe 250, nel 2010, 2012 e 2015 in MotoGP.

## Carriera
Sin dall'esordio nella classe 125 ha corso con il numero 48. Nel 2007 e nel 2011, in qualità di campione in carica rispettivamente della classe 250 e MotoGP, ha usato il numero 1. A partire dalla stagione 2009, visto il ritiro dal mondo delle corse del suo manager Daniel Amatriaín, ha deciso di lasciare il 48 (legato appunto ad Amatriaín) e di utilizzare il numero 99.

### Gli inizi
Comincia a gareggiare soli 4 anni nelle minimoto. Nel 1997, a soli 10 anni, partecipa alla coppa Aprilia, che vince nel 1998 con moto da 50 cm³ e anche nel 1999 con moto da 125 cm³.
Nel 2000, considerata l'età di 13 anni, Lorenzo ottiene dalla Federazione Motociclistica Spagnola una deroga per correre il campionato nazionale di velocità, che conclude diciassettesimo con 22 punti.
Nel 2001 partecipa al campionato europeo della classe 125 e arriva sesto in classifica finale con 56 punti; mentre nel campionato Spagnolo dello stesso anno conclude quarto con 69 punti.

### Classe 125
Giampiero Sacchi, all'epoca responsabile del reparto corse del Gruppo Piaggio (comprendente anche Gilera, Derbi e da fine 2004 anche Aprilia), lo nota e lo fa esordire nel 2002 nel motomondiale - classe 125 con il team Caja Madrid Derbi Racing. Lorenzo esordisce a Jerez de la Frontera sabato 4 maggio 2002, giorno del suo quindicesimo compleanno (età minima per correre nel motomondiale), dopo aver saltato, oltre ai primi due gran premi a Suzuka e Welkom, anche le prove del venerdì spagnolo perché troppo giovane per gareggiare. Diviene così il pilota più giovane ad avere mai corso in un motomondiale. Termina la stagione al 21º posto con 21 punti iridati, ottenendo come miglior risultato un 7º posto in Brasile. Nel 2003 finisce 12º in classifica con 79 punti e vince la sua prima gara nel GP del Brasile; nel corso della stagione ottiene anche pole position e terzo posto in Malesia.
Nel 2004 termina la stagione al 4º posto con 179 punti, ottenendo tre vittorie (Olanda, Repubblica Ceca e Qatar), un secondo posto in Australia, tre terzi posti (Francia, Gran Bretagna e Portogallo) e due pole position (Catalogna e Qatar). Particolare l'episodio che ha portato all'assegnazione della vittoria a Lorenzo al GP del Qatar: lo spagnolo infatti ha tagliato il traguardo in prima posizione, contemporaneamente al pilota italiano Andrea Dovizioso. I giudici di gara, esaminando il fotofinish, non sono riusciti a stabilire quale fosse il vincitore. La classifica finale è stata pertanto decisa in virtù del giro veloce in gara, ottenuto da Lorenzo.

### Primi titoli iridati

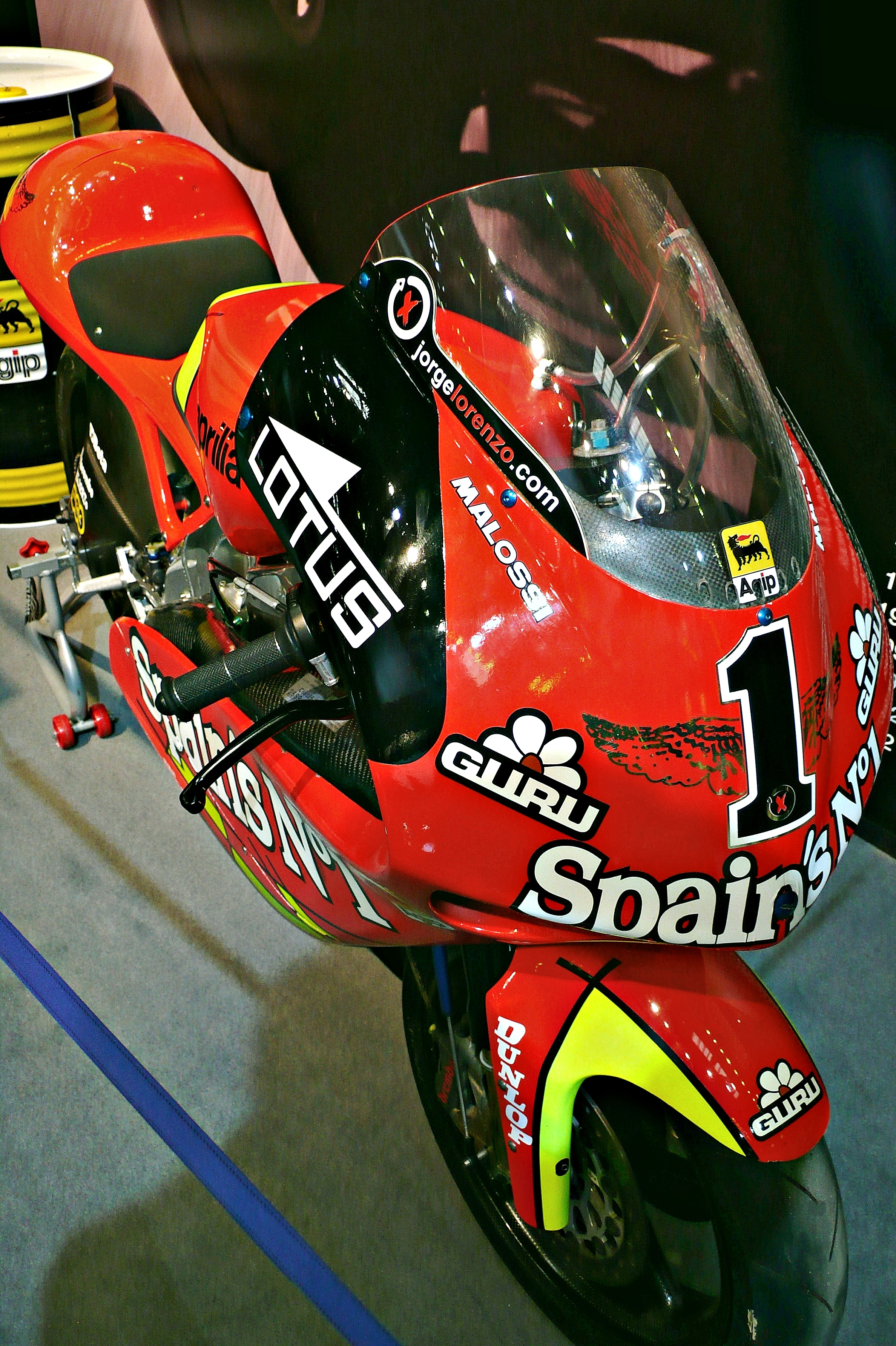
L'Aprilia RSV 250 del team Fortuna Aprilia, con la quale Lorenzo vinse il titolo mondiale nel 2006 e 2007.

Nel 2005 partecipa al campionato del mondo 250 con il team Fortuna Honda, raggiungendo, grazie a quattro secondi posti (Italia, Repubblica Ceca, Qatar e Comunità Valenciana) e due terzi posti (Olanda e Australia), il quinto posto in classifica con 167 punti. Nel corso della stagione ha ottenuto quattro pole position (Italia, Paesi Bassi, Repubblica Ceca e Qatar). In questa annata non prende parte al GP della Malesia, in quanto viene squalificato per condotta irresponsabile nel corso del GP del Giappone avendo causato, secondo la direzione di gara, la caduta del pilota sammarinese Alex De Angelis.
Nel 2006 passa alla guida di una Aprilia RSV 250. Vince la sua prima gara in 250 nel GP di Spagna a Jerez, prima gara del campionato. Grazie a otto vittorie (Spagna, Qatar, Italia, Paesi Bassi, Gran Bretagna, Repubblica Ceca, Malesia e Australia), un secondo posto in Catalogna e due terzi posti (Germania e Giappone), vince il suo primo campionato del mondo con 289 punti lottando sino all'ultimo GP con Andrea Dovizioso, diventando il secondo pilota più giovane della storia a vincere tale titolo. Nel corso della stagione ha ottenuto dieci pole position (Spagna, Qatar, Turchia, Italia, Paesi Bassi, Gran Bretagna, Germania, Repubblica Ceca, Australia e Giappone).
Anche nel 2007 corre nella classe 250, sempre nel team Fortuna Aprilia, e si riconferma campione del mondo con una gara d'anticipo, arrivando terzo al GP della Malesia. Nel corso della stagione, in cui ha ottenuto nove vittorie (ai GP: del Qatar, di Spagna, di Cina, di Francia, di Catalogna, d'Olanda, della Repubblica Ceca, di San Marino e d'Australia) e 312 punti in classifica, ogni volta che ha ottenuto la pole position ha poi vinto anche la gara.

### I titoli mondiali con Yamaha (2010, 2012 e 2015)
Dopo questo doppio successo iridato nella quarto di litro, passa in MotoGP al team Fiat Yamaha, e ha come compagno di squadra Valentino Rossi.

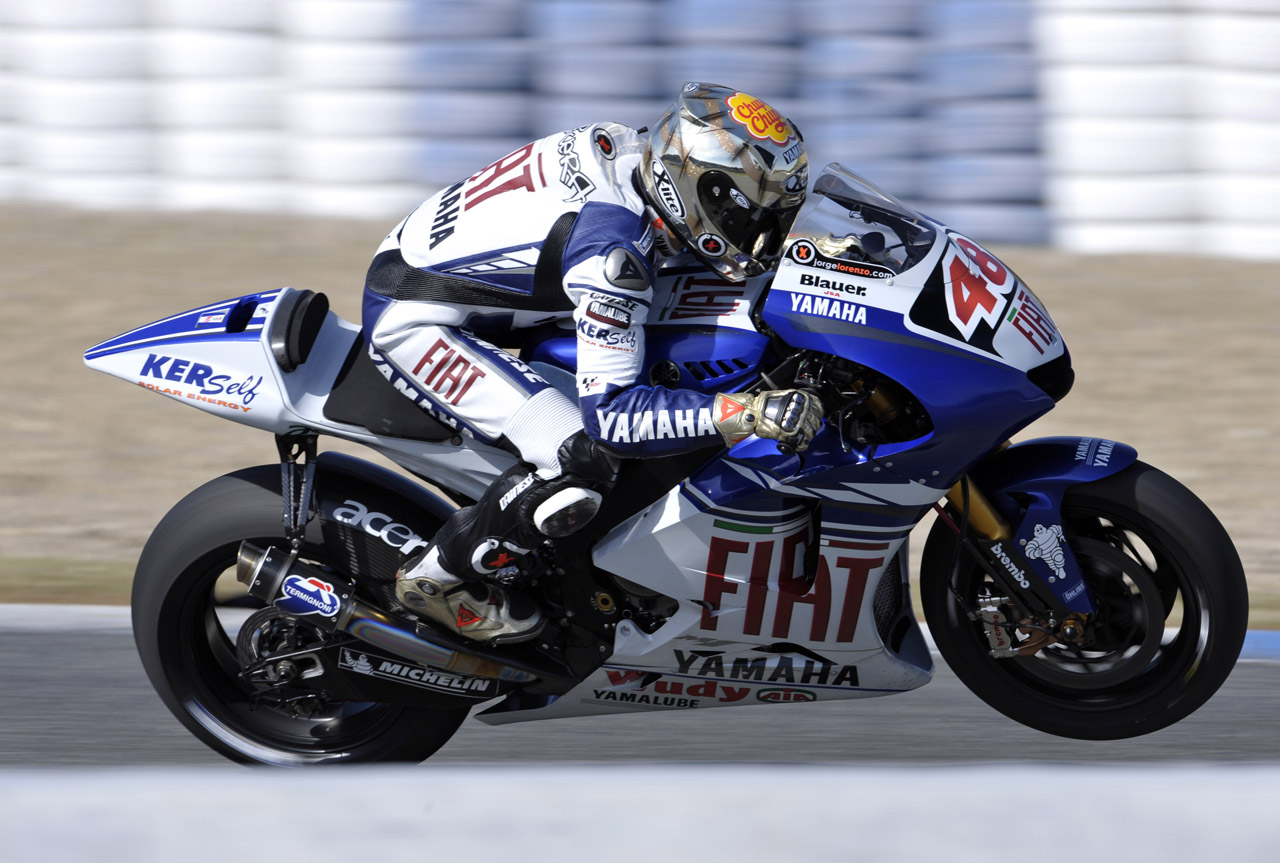
Lorenzo in sella alla Yamaha YZR-M1 durante un test a Jerez nel 2008.

L'8 marzo 2008 conquista la prima pole della stagione a Losail per il GP del Qatar: per il quinto anno consecutivo, una volta in 125, tre in 250 ed una in MotoGP, che parte dalla pole in Qatar; in gara ottiene poi il secondo posto dietro Casey Stoner. Il 13 aprile, dopo aver conquistato la sua terza pole position in questa stagione, vince il GP del Portogallo davanti a Dani Pedrosa ed al compagno di squadra Valentino Rossi. Il giorno dopo la gara, il 14 aprile, si è sottoposto a un intervento di fasciotomia al braccio destro all'Ospedale Universitario di Barcellona, per scongiurare la possibilità sindrome compartimentale.
Dopo una serie di cadute, la prima delle quali gli costa la frattura di entrambe le caviglie, fa un finale di stagione in crescendo e finisce al quarto posto assoluto con 190 punti, risultando il miglior esordiente stagionale della classe MotoGP. Altri piazzamenti sul podio sono stati: i secondi posti in Francia e San Marino e i terzi posti in Spagna e a Indianapolis. Una caduta nelle prove libere del GP di Catalogna gli ha impedito di prendere parte alla gara. Altre pole position sono state ottenute in Spagna e Giappone.

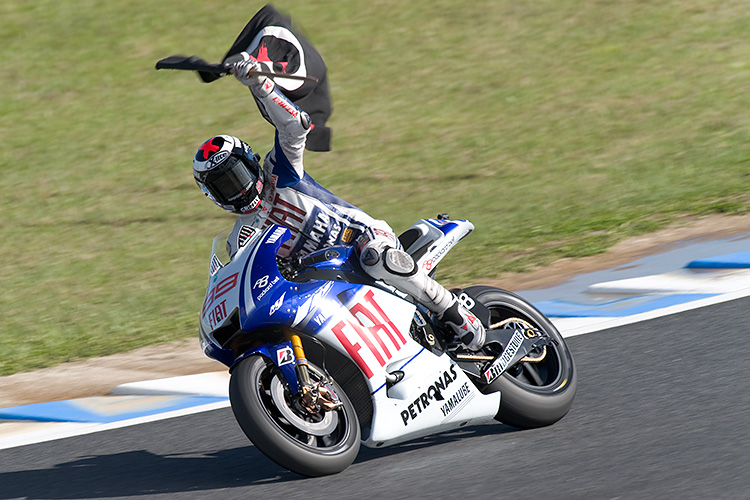
Lorenzo festeggia la vittoria nel Gran Premio del Giappone del 2009.

La stagione 2009 inizia con una prima fila (terzo tempo nelle prove ufficiali) e con un podio in Qatar, seppur nel gradino più basso (lo precedono infatti Stoner e Rossi). Vince la sua prima gara della stagione a Motegi, in Giappone. A Jerez cade negli ultimi giri, dopo aver ottenuto la pole position nel tentativo di inseguire il terzo posto occupato da Casey Stoner. Vince la seconda gara della stagione a Le Mans, in una gara condizionata dal maltempo; i piloti partono tutti con le gomme da pioggia ma, già dopo pochi giri la pista si asciuga; Lorenzo è uno degli ultimi che va a cambiare la moto e riesce a tornare in pista in testa alla gara. Nella gara di casa, a Barcellona, è protagonista di un duello all'ultimo giro con Valentino Rossi, che lo batte con sorpasso all'ultima curva. Nella gara di Assen si piazza ancora una volta secondo dietro al compagno di squadra. A Laguna Seca parte dalla pole position, ma una caduta nelle qualifiche gli condiziona il week end; riesce comunque ad arrivare a podio in terza posizione. A Donington Park cade mentre è al comando, a causa di una frenata sulla riga bianca resa viscida dalla pioggia. A Brno, a cinque giri dall'arrivo, cade di nuovo mentre è al comando, nel tentativo di bloccare un attacco di Rossi, scivolando a 50 punti dal compagno di squadra.
Il 25 agosto 2009, pochi giorni prima del Gran Premio di Indianapolis, Jorge Lorenzo comunica ufficialmente di rimanere alla Yamaha anche nel 2010.
Nel Gran Premio di Indianapolis vince la gara davanti ad Alex De Angelis e Nicky Hayden. Grazie alla caduta di Valentino Rossi si porta a 25 punti dalla testa della classifica. A Misano arriva secondo dietro Rossi. All'Estoril ottiene la pole position e una vittoria, mentre Rossi arriva quarto, e così si porta a soli 18 punti dal compagno. A Philip Island Lorenzo cade subito al primo giro per un contatto con la moto dello statunitense Hayden. In Malesia ottiene un quarto posto dopo una gara compromessa dal maltempo e un errore tattico del team, consegnando il titolo a Rossi con una gara di anticipo. Altri piazzamenti sul podio sono stati: i secondi posti in Italia e in Germania e il terzo posto nella Comunità Valenciana. Altre pole position sono state ottenute in Italia e in Catalogna. Nel corso della stagione ha totalizzato 261 punti.

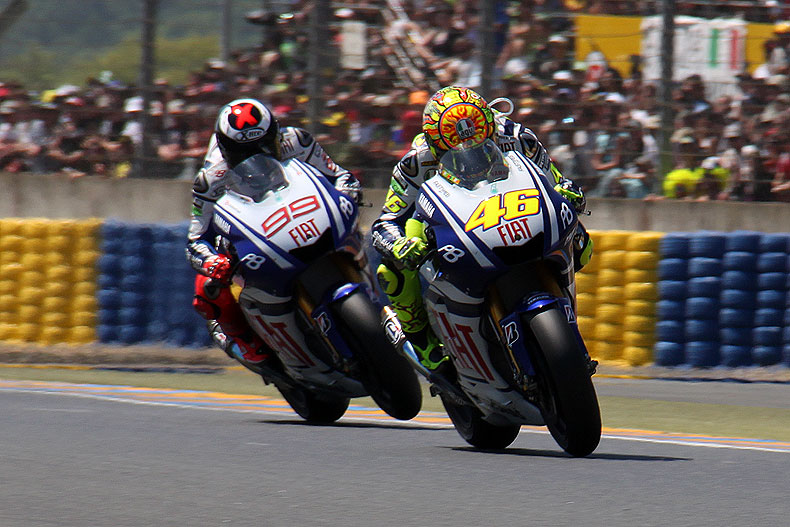
Lorenzo e Valentino Rossi al Gran Premio di Francia del 2010.

Il 2010 si apre con un secondo posto al GP del Qatar e poi vince la prima gara della stagione al GP di Spagna a Jerez della Frontera, portandosi in testa al mondiale, con un vantaggio di quattro punti su Valentino Rossi. Consolida la sua prima posizione in classifica vincendo anche il GP di Francia. Al GP d'Italia Rossi si infortuna cadendo durante le prove libere, restando lontano dalle competizioni sei settimane. Quindi Lorenzo grazie al secondo posto, con Rossi fermo, rafforza ulteriormente la leadership nel mondiale. Nei GP di Gran Bretagna, d'Olanda, di Catalogna e degli Stati Uniti ottiene sempre la pole position e la vittoria, mentre in quello di Germania ottiene pole position e secondo posto. Nel seguito del campionato vince anche il GP della Repubblica Ceca, mentre giunge terzo al GP di Indianapolis e secondo a quello di San Marino. Il 10 ottobre si laurea per la prima volta nella sua carriera campione del mondo della MotoGP, grazie al terzo posto nel GP della Malesia, che gli ha dato la certezza del titolo a 23 anni. Conseguito il titolo iridato con tre gare d'anticipo rispetto alla fine del campionato, chiude al secondo posto il GP d'Australia, vince partendo dalla pole position il GP del Portogallo e termina al primo posto anche l'ultima gara stagionale, il GP della Comunità Valenciana. Alla fine ottiene nove vittorie, sedici piazzamenti a podio e anche sette pole position, per un totale di 383 punti — all'epoca record assoluto di punti raccolti in una stagione, poi battuto da Marc Márquez nel 2019 —, portando a termine tutte le diciotto gare in calendario senza mai ritirarsi, giungendo in tutti i GP almeno nei primi quattro posti e segnando undici record di pista nella stagione.

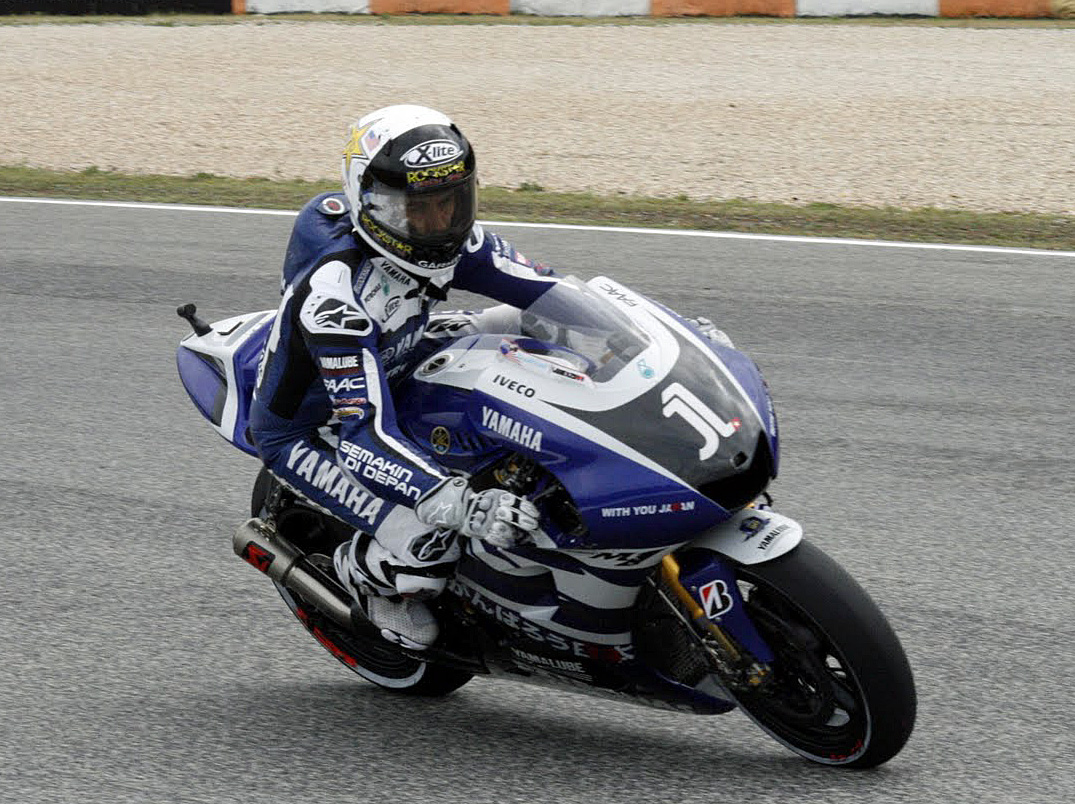
Lorenzo al Gran Premio del Portogallo del 2011.

La stagione 2011 inizia con un podio in Qatar, arrivando secondo, poi vince in Spagna. In Portogallo è secondo dopo essere partito dalla pole position. Giunge secondo anche in Catalogna e vince in Italia. In Germania giunge secondo, risultato che bissa anche negli Stati Uniti, in quest'ultimo caso dopo essere partito dalla pole position. Vince a San Marino, al GP d'Aragona giunge terzo e in Giappone termina secondo. Termina la stagione al 2º posto con 260 punti. In questa stagione è costretto a saltare i Gran Premi d'Australia, Malesia e Comunità Valenciana per una lesione all'anulare della mano sinistra rimediata nel warm up del GP.
Il campionato del 2012 si apre con pole position e vittoria nella gara inaugurale al GP del Qatar. Nel prosieguo della stagione realizza altre cinque vittorie, dieci secondi posti, altre sei pole position e cinque giri veloci. Si ritira solo in due occasioni, mentre tutte le altre volte che è giunto al traguardo ha chiuso nelle prime due posizioni, per un totale di sedici piazzamenti a podio su diciotto gare corse. Ottiene la certezza del quarto titolo mondiale della sua carriera grazie al secondo posto al GP d'Australia, laureandosi campione della MotoGP con 350 punti, primo spagnolo a vincere due volte il mondiale in questa specifica classe.
La stagione 2013 incomincia con pole position e vittoria in Qatar. Nel Gran Premio delle Americhe e in Spagna giunge terzo. Il 2 giugno 2013 nel Gran Premio d'Italia vince partendo secondo dietro a Dani Pedrosa, e si ripete poi due settimane dopo nel Gran Premio di Catalogna dove vince giungendo ancora una volta davanti a Dani Pedrosa. Nella seconda sessione di prove libere del Gran Premio motociclistico d'Olanda perde il controllo della sua moto, cadendo per terra e fratturandosi in modo scomposto la clavicola sinistra; nonostante ciò ha ottenuto da parte dei medici il permesso di prendere parte alla gara chiudendo con un quinto posto. In Germania non corre a seguito di una caduta nelle prove libere che gli ha causato una piega della placca inserita nella clavicola fratturata. A Indianapolis giunge terzo. Poi la settimana successiva si posiziona 5º in qualifica, giungendo terzo dietro le due Honda. Vince in Gran Bretagna. Vince anche il Gran Premio di San Marino. In Aragona giunge secondo. In Malesia conclude terzo. Ritorna a vincere in Australia, conquistando la sua cinquantesima vittoria in carriera, dopo essere scattato dalla prima posizione in griglia. Vince anche in Giappone dopo essere partito dalla pole position.
Il 2 maggio 2013 il circuito di Jerez de la Frontera gli intitola una curva, rinominando "curva Lorenzo" la curva numero tredici del tracciato. Il 5 ottobre del 2013 riceve dal Ministero dell'istruzione, cultura e sport la medaglia d'oro dell'Ordine reale del merito sportivo.

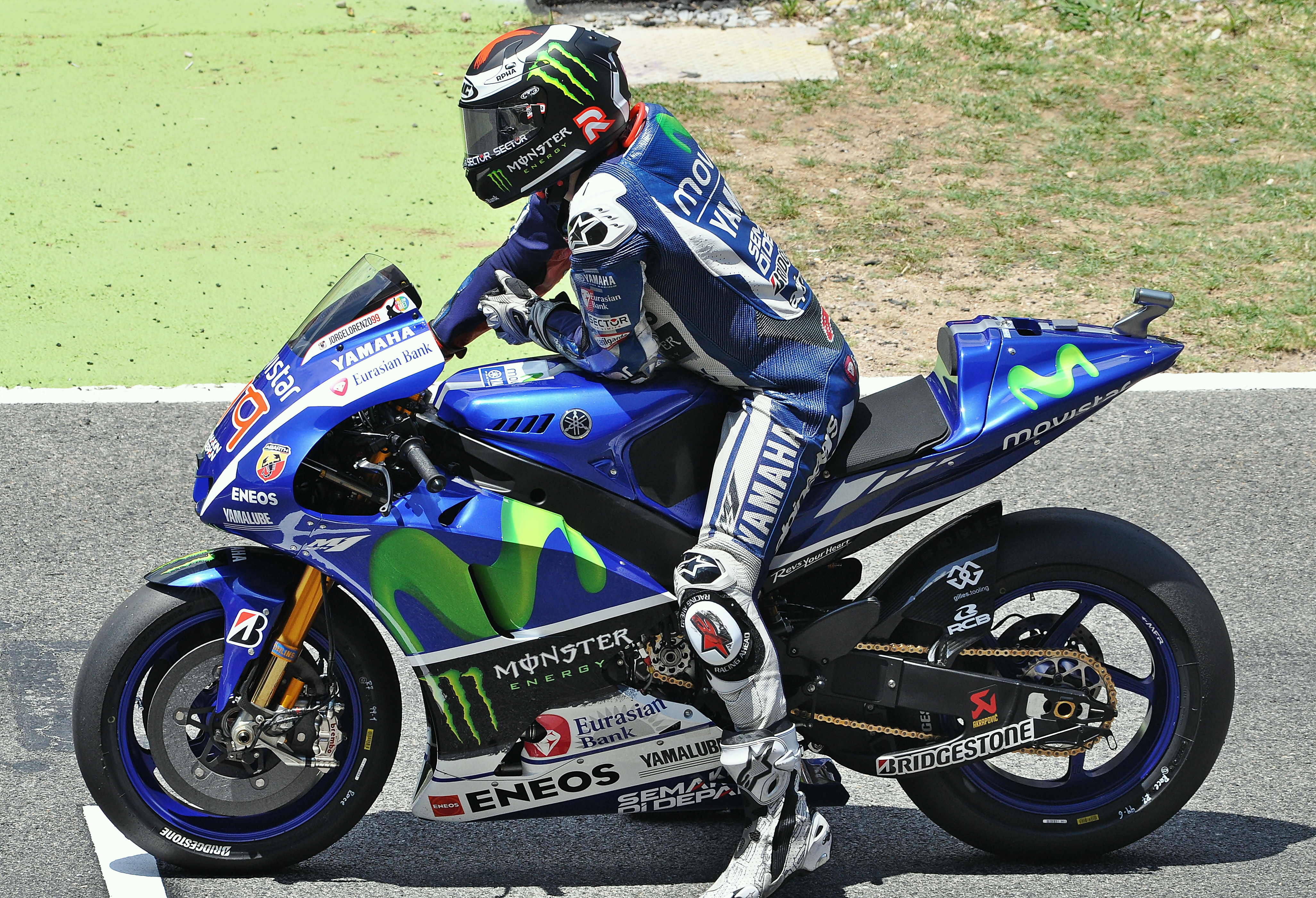
Lorenzo al Gran Premio di Catalogna del 2015.

La stagione 2014 non comincia nel migliore dei modi per il pilota spagnolo. In Qatar cade durante il primo giro mentre era in testa. Durante il gran premio successivo, in Texas, commette una falsa partenza che gli costa un ride trough e un decimo posto sul traguardo. In Argentina giunge terzo. In Italia arriva secondo. In Germania giunge terzo. A Indianapolis, in Repubblica Ceca, Gran Bretagna e nel Gran Premio di San Marino finisce secondo. Vince in Aragona e in Giappone. In Australia giunge secondo. In Malesia finisce terzo. Conclude la stagione al 3º posto con 263 punti.
Nel 2015 dopo un problema con le protezioni interne del casco in Qatar, un episodio di bronchite ad Austin e una scelta sbagliata degli pneumatici in Argentina, torna al successo sul circuito di Jerez de la Frontera dove fa segnare la pole position, vincendo anche i tre gran premi successivi a Le Mans, al Mugello e in Catalunya. In Olanda giunge terzo dopo un fine settimana difficile. In Germania conclude la gara al quarto posto seguito, al termine della pausa estiva, da una seconda posizione sul circuito di Indianapolis dopo un combattuto duello con il connazionale Marc Márquez. In Repubblica Ceca vince dopo essere partito dalla pole position. Ottiene la pole position nel Gran Premio di San Marino. Vince in Aragona. In Giappone giunge terzo dopo essere partito dalla pole position. In Australia giunge secondo. L'8 novembre 2015 coglie il 5º titolo iridato trionfando nel Gran Premio di Valencia davanti ai connazionali Marc Márquez e Dani Pedrosa. In questa occasione Jorge Lorenzo supera il diretto avversario al titolo Valentino Rossi, partito dall'ultima posizione (giunto 4º al traguardo) per irregolarità ravvisate nel corso del Gran Premio di Malesia, per 5 lunghezze.
Vince il primo Gran Premio della stagione 2016, in Qatar, dopo esser partito dalla pole position. La gara successiva, svoltasi a Termas de Rio Hondo, lo vede coinvolto in una scivolata accorsa al 6º giro, con conseguente ritiro. Nel Gran Premio delle Americhe e in quello di Spagna giunge secondo. In Francia vince dopo essere partito dalla pole position. In Italia supera Márquez sul traguardo e vince per 19 millesimi di secondo.
Nel Gran Premio di Montmeló non termina la gara in seguito a una caduta causata dal pilota Andrea Iannone, perdendo la leadership del campionato. In Austria giunge terzo. Nel Gran Premio di San Marino finisce terzo dopo essere partito dalla pole position. In Aragona conclude secondo. In Giappone scivola e non conclude la gara mentre in Australia conclude al sesto posto. In Malesia giunge terzo. In Comunità Valenciana vince dopo essere partito dalla pole position. Conclude la stagione al 3º posto con 233 punti.

### Il Passaggio in Ducati

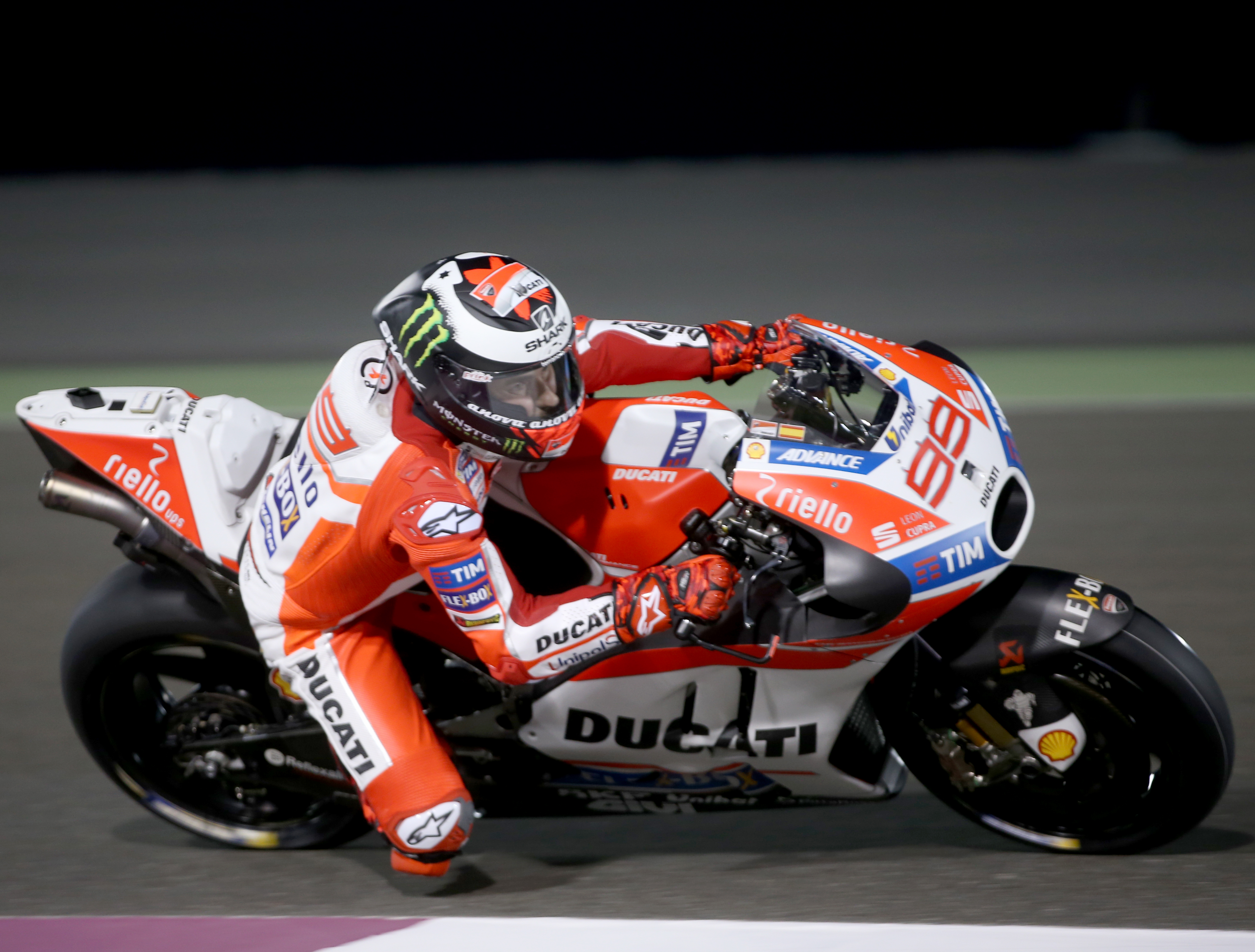
Lorenzo su Ducati Desmosedici nel Gran Premio del Qatar 2017

Il 18 aprile 2016 viene ufficializzato il suo passaggio, per il 2017, in Ducati Corse con un contratto biennale da 12,5 milioni di Euro a stagione. Il compagno di squadra, in questa nuova avventura, è l'italiano Andrea Dovizioso. Ottiene un secondo posto in Malesia e due terzi posti (Spagna e Aragona). Termina la stagione al 7º posto con 137 punti, senza vincere nessuna gara, fatto che non gli accadeva dal 2005.
Nel 2018 inizia la seconda stagione consecutiva come pilota ufficiale Ducati. Dopo un inizio non esaltante trova la prima vittoria con la Ducati in occasione del Gran Premio d'Italia al Mugello. Si ripete nel successivo Gran Premio di Catalogna, dopo essere partito dalla pole position. Riesce a vincere due gare consecutive, risultato che non otteneva dal Gran Premio d'Italia del 2016. In Olanda, ad Assen, taglia il traguardo in settima posizione. In Germania sesto. In Repubblica Ceca giunge secondo alle spalle del compagno di squadra Andrea Dovizioso. Vince in Austria, dopo un duello con il connazionale Marc Marqùez durato fino a poche curve alla fine. Ottiene la pole position in Gran Bretagna, ma la gara viene cancellata perché l'asfalto non drenava la pioggia. Ottiene la pole position nel Gran Premio di San Marino ma cade al penultimo giro mentre è in seconda posizione. A causa di questo errore conclude 17º. Ottiene la pole position in Aragona ma scivola subito dopo la partenza procurandosi una lussazione ed una microfrattura dell'alluce del piede destro. Nelle prove libere del GP di Thailandia, per colpa di un guasto al cambio della sua Ducati, cade e si microfrattura il radio sinistro. A causa di questo infortunio è costretto a saltare i Gran Premi di Thailandia, Giappone, Australia e Malesia. A Sepang il suo posto in squadra viene preso dal pilota italiano, già collaudatore Ducati, Michele Pirro. Conclude la stagione al 9º posto con 134 punti.

### Il passaggio alla Honda e il ritiro dalle corse
Nel 2019 passa alla Honda, con contratto biennale da 8 milioni di Euro a stagione e con compagno di squadra Marc Márquez. In questa stagione è costretto a saltare i Gran Premi di Olanda, Germania, Repubblica Ceca e Austria a causa della frattura della sesta vertebra dorsale rimediata nelle prove libere del GP d'Olanda. La stagione in generale si rivela molto difficile per lo spagnolo, che non coglie risultati di rilievo, ottenendo come miglior piazzamento un undicesimo posto in Francia e chiudendo la stagione al 19º posto con 28 punti.
Durante una conferenza stampa convocata il 14 novembre 2019, alla vigilia del Gran Premio della Comunità Valenciana (ultima prova del mondiale 2019), Lorenzo annuncia il ritiro dalle gare dopo una sofferta stagione con la Honda. Dopo le gravi cadute a Barcellona e ad Assen, il maiorchino ha dichiarato di aver perso le motivazioni concludendo: "Mi sono reso conto che non era più possibile vincere".
Conclusa la carriera agonistica, nel 2020 svolge in seno al team Yamaha la funzione di collaudatore; debutta nel suo nuovo ruolo durante i test invernali a Sepang. Dalla stagione 2021 il suo posto viene preso da Cal Crutchlow.

## Risultati nel motomondiale
| 2002 | Classe | Moto  |  |  |    |    |    |    |    |    |    |    |     |   |   |    |     |    |  |  |  | Punti | Pos. |
| ---- | ------ | ----- |  |  | -- | -- | -- | -- | -- | -- | -- | -- | --- | - | - | -- | --- | -- |  |  |  | ----- | ---- |
| 2002 | 125    | Derbi |  |  | 22 | 19 | 20 | 14 | 16 | 13 | 17 | 20 | Rit | 7 | 9 | 20 | Rit | 22 |  |  |  | 21    | 21º  |

| 2003 | Classe | Moto  |     |    |    |     |     |   |     |     |    |    |   |   |     |   |   |    |  |  |  | Punti | Pos. |
| ---- | ------ | ----- | --- | -- | -- | --- | --- | - | --- | --- | -- | -- | - | - | --- | - | - | -- |  |  |  | ----- | ---- |
| 2003 | 125    | Derbi | Rit | 24 | 15 | Rit | Rit | 6 | Rit | Rit | 21 | 12 | 6 | 1 | Rit | 3 | 8 | 11 |  |  |  | 79    | 12º  |

| 2004 | Classe | Moto  |    |     |   |    |   |   |     |   |   |   |   |   |   |     |   |     |  |  |  | Punti | Pos. |
| ---- | ------ | ----- | -- | --- | - | -- | - | - | --- | - | - | - | - | - | - | --- | - | --- |  |  |  | ----- | ---- |
| 2004 | 125    | Derbi | 16 | Rit | 3 | 10 | 5 | 1 | Rit | 6 | 3 | 1 | 3 | 7 | 1 | Rit | 2 | Rit |  |  |  | 179   | 4º   |

| 2005 | Classe | Moto  |   |    |   |   |   |     |   |    |   |     |   |     |  |   |   |   |   |  |  | Punti | Pos. |
| ---- | ------ | ----- | - | -- | - | - | - | --- | - | -- | - | --- | - | --- |  | - | - | - | - |  |  | ----- | ---- |
| 2005 | 250    | Honda | 6 | 10 | 9 | 5 | 2 | Rit | 3 | NE | 8 | Rit | 2 | Rit |  | 2 | 3 | 4 | 2 |  |  | 167   | 5º   |

| 2006 | Classe | Moto    |   |   |     |   |     |   |   |   |   |   |    |   |   |   |   |   |   |  |  | Punti | Pos. |
| ---- | ------ | ------- | - | - | --- | - | --- | - | - | - | - | - | -- | - | - | - | - | - | - |  |  | ----- | ---- |
| 2006 | 250    | Aprilia | 1 | 1 | Rit | 4 | Rit | 1 | 2 | 1 | 1 | 3 | NE | 1 | 1 | 1 | 3 | 5 | 4 |  |  | 289   | 1º   |

| 2007 | Classe | Moto    |   |   |   |   |   |   |   |     |   |   |    |   |   |   |    |   |   |   |  | Punti | Pos. |
| ---- | ------ | ------- | - | - | - | - | - | - | - | --- | - | - | -- | - | - | - | -- | - | - | - |  | ----- | ---- |
| 2007 | 250    | Aprilia | 1 | 1 | 2 | 1 | 1 | 8 | 1 | Rit | 1 | 4 | NE | 1 | 1 | 3 | 11 | 1 | 3 | 7 |  | 312   | 1º   |

| 2008 | Classe | Moto   |   |   |   |   |   |     |     |   |   |     |     |    |   |   |   |   |     |   |  | Punti | Pos. |
| ---- | ------ | ------ | - | - | - | - | - | --- | --- | - | - | --- | --- | -- | - | - | - | - | --- | - |  | ----- | ---- |
| 2008 | MotoGP | Yamaha | 2 | 3 | 1 | 4 | 2 | Rit | Inf | 6 | 6 | Rit | Rit | 10 | 2 | 3 | 4 | 4 | Rit | 8 |  | 190   | 4º   |

| 2009 | Classe | Moto   |   |   |     |   |   |   |   |   |   |     |     |   |   |   |     |   |   |  |  | Punti | Pos. |
| ---- | ------ | ------ | - | - | --- | - | - | - | - | - | - | --- | --- | - | - | - | --- | - | - |  |  | ----- | ---- |
| 2009 | MotoGP | Yamaha | 3 | 1 | Rit | 1 | 2 | 2 | 2 | 3 | 2 | Rit | Rit | 1 | 2 | 1 | Rit | 4 | 3 |  |  | 261   | 2º   |

| 2010 | Classe | Moto   |   |   |   |   |   |   |   |   |   |   |   |   |   |   |   |   |   |   |  | Punti | Pos. |
| ---- | ------ | ------ | - | - | - | - | - | - | - | - | - | - | - | - | - | - | - | - | - | - |  | ----- | ---- |
| 2010 | MotoGP | Yamaha | 2 | 1 | 1 | 2 | 1 | 1 | 1 | 2 | 1 | 1 | 3 | 2 | 4 | 4 | 3 | 2 | 1 | 1 |  | 383   | 1º   |

| 2011 | Classe | Moto   |   |   |   |   |   |     |   |   |   |   |   |   |   |   |   |    |     |     |  | Punti | Pos. |
| ---- | ------ | ------ | - | - | - | - | - | --- | - | - | - | - | - | - | - | - | - | -- | --- | --- |  | ----- | ---- |
| 2011 | MotoGP | Yamaha | 2 | 1 | 2 | 4 | 2 | Rit | 6 | 1 | 2 | 2 | 4 | 4 | 1 | 3 | 2 | NP | Inf | Inf |  | 260   | 2º   |

| 2012 | Classe | Moto   |   |   |   |   |   |   |     |   |   |   |   |   |   |   |   |   |   |     |  | Punti | Pos. |
| ---- | ------ | ------ | - | - | - | - | - | - | --- | - | - | - | - | - | - | - | - | - | - | --- |  | ----- | ---- |
| 2012 | MotoGP | Yamaha | 1 | 2 | 2 | 1 | 1 | 1 | Rit | 2 | 1 | 2 | 2 | 2 | 1 | 2 | 2 | 2 | 2 | Rit |  | 350   | 1º   |

| 2013 | Classe | Moto   |   |   |   |   |   |   |   |    |   |   |   |   |   |   |   |   |   |   |  | Punti | Pos. |
| ---- | ------ | ------ | - | - | - | - | - | - | - | -- | - | - | - | - | - | - | - | - | - | - |  | ----- | ---- |
| 2013 | MotoGP | Yamaha | 1 | 3 | 3 | 7 | 1 | 1 | 5 | NP | 6 | 3 | 3 | 1 | 1 | 2 | 3 | 1 | 1 | 1 |  | 330   | 2º   |

| 2014 | Classe | Moto   |     |    |   |   |   |   |   |    |   |   |   |   |   |   |   |   |   |     |  | Punti | Pos. |
| ---- | ------ | ------ | --- | -- | - | - | - | - | - | -- | - | - | - | - | - | - | - | - | - | --- |  | ----- | ---- |
| 2014 | MotoGP | Yamaha | Rit | 10 | 3 | 4 | 6 | 2 | 4 | 13 | 3 | 2 | 2 | 2 | 2 | 1 | 1 | 2 | 3 | Rit |  | 263   | 3º   |

| 2015 | Classe | Moto   |   |   |   |   |   |   |   |   |   |   |   |   |     |   |   |   |   |   |  | Punti | Pos. |
| ---- | ------ | ------ | - | - | - | - | - | - | - | - | - | - | - | - | --- | - | - | - | - | - |  | ----- | ---- |
| 2015 | MotoGP | Yamaha | 4 | 4 | 5 | 1 | 1 | 1 | 1 | 3 | 4 | 2 | 1 | 4 | Rit | 1 | 3 | 2 | 2 | 1 |  | 330   | 1º   |

| 2016 | Classe | Moto   |   |     |   |   |   |   |     |    |    |   |    |   |   |   |     |   |   |   |  | Punti | Pos. |
| ---- | ------ | ------ | - | --- | - | - | - | - | --- | -- | -- | - | -- | - | - | - | --- | - | - | - |  | ----- | ---- |
| 2016 | MotoGP | Yamaha | 1 | Rit | 2 | 2 | 1 | 1 | Rit | 10 | 15 | 3 | 17 | 8 | 3 | 2 | Rit | 6 | 3 | 1 |  | 233   | 3º   |

| 2017 | Classe | Moto   |    |     |   |   |   |   |   |    |    |    |   |   |     |   |   |    |   |     |  | Punti | Pos. |
| ---- | ------ | ------ | -- | --- | - | - | - | - | - | -- | -- | -- | - | - | --- | - | - | -- | - | --- |  | ----- | ---- |
| 2017 | MotoGP | Ducati | 11 | Rit | 9 | 3 | 6 | 8 | 4 | 15 | 11 | 15 | 4 | 5 | Rit | 3 | 6 | 15 | 2 | Rit |  | 137   | 7º   |

| 2018 | Classe | Moto   |     |    |    |     |   |   |   |   |   |   |   |    |    |     |    |     |     |     |    | Punti | Pos. |
| ---- | ------ | ------ | --- | -- | -- | --- | - | - | - | - | - | - | - | -- | -- | --- | -- | --- | --- | --- | -- | ----- | ---- |
| 2018 | MotoGP | Ducati | Rit | 15 | 11 | Rit | 6 | 1 | 1 | 7 | 6 | 2 | 1 | AN | 17 | Rit | NP | Inf | Inf | Inf | 12 | 134   | 9º   |

| 2019 | Classe | Moto  |    |    |     |    |    |    |     |    |     |     |     |    |    |    |    |    |    |    |    | Punti | Pos. |
| ---- | ------ | ----- | -- | -- | --- | -- | -- | -- | --- | -- | --- | --- | --- | -- | -- | -- | -- | -- | -- | -- | -- | ----- | ---- |
| 2019 | MotoGP | Honda | 13 | 12 | Rit | 12 | 11 | 13 | Rit | NP | Inf | Inf | Inf | 14 | 14 | 20 | 18 | 17 | 16 | 14 | 13 | 28    | 19º  |

| Legenda | 1º posto        | 2º posto            | 3º posto            | A punti      | Senza punti        | Grassetto – Pole position Corsivo – Giro più veloce |
| Legenda | Gara non valida | Non qual./Non part. | Ritirato/Non class. | Squalificato | '-' Dato non disp. | Grassetto – Pole position Corsivo – Giro più veloce |

## Carriera nell'automobilismo
Lorenzo dopo aver lasciato il motomondiale, nel 2022 prende parte regolarmente alla Porsche Carrera Cup Italia guidando per il team Q8 Hi-Perform. Lo stesso anno, come pilota ospite prende parte alla gara di Imola della Porsche Supercup. Nel 2023 si unisce al team Huber Racing, iscrivendosi all'intera stagione della Supercup, mentre con Q8 Hi-Perform continua nella serie italiana.